# Cethosia moesta
Cethosia moesta är en fjärilsart som beskrevs av Felder 1866. Cethosia moesta ingår i släktet Cethosia och familjen praktfjärilar. Inga underarter finns listade i Catalogue of Life.